# فرودگاه نوساتوپ
فرودگاه نوساتوپ (به انگلیسی: Nusatupe Airport) یک فرودگاه با کد یاتا GZO است . این فرودگاه در کشور جزایر سلیمان قرار دارد .

## شرکت‌های هواپیمایی و مقصدهای پروازی
| شرکت‌های هواپیمایی | مقصدهای پروازی                    |
| ----------------- | --------------------------------- |
| Solomon Airlines  | بالالا، چویسول بی، موندا، هونیارا |